# オートレスポンダー
オートレスポンダー (英: autoresponder)は、受信した電子メールに自動的に答えるコンピュータプログラムのこと。 自動応答機能と呼ばれることもある。非常に単純なプログラムの場合もあれば、非常に複雑な場合もある。
最初のオートレスポンダーは、指定されたアドレスに電子メールが配信できなかった場合に、メール転送エージェントが「...のために電子メールを配信できませんでした」などのバウンスメッセージを送信するものだった。オートレスポンダー機能は、電子メールのバックスキャッターを生成しないように注意する必要がある。なぜなら、オートレスポンダーの振る舞いが電子メールスパムと見なされないようにする必要があるからだ。
オートレスポンダー機能を使用すると、対象ユーザー (電子メールの購読者)に電子メールメッセージを自動的に送信することができる。たとえば、Webサイトの訪問者がフォームに電子メールアドレスを登録すると、無料のレポート、テンプレート、ガイド、その他の役立つコンテンツにアクセスさせる。 
このようなフォローアップオートレスポンダーは、次の2つのカテゴリに分類できる。
- アウトソーシングされたASPモデル: プロバイダーのインフラストラクチャで動作し、通常はWebベースのコントロールパネルを介して構成できる。ユーザーは月額使用料を支払う。これは、エンドユーザーにとって最も簡単に実装できる。
- サーバー: ユーザーが自分のサーバーにオートレスポンダーシステムをインストールする方法。これには技術的なスキルが必要。

オートレスポンダー機能は、電子メーリングリストソフトウェアにも組み込まれており、購読開始/解除、投稿、およびその他の活動の確認に利用される。 Microsoft OutlookやGmailなどの一般的な電子メールクライアントには、ユーザーがオートレスポンダーを作成できる機能が含まれる。 

## オートレスポンダーシーケンス
メーリングリストマネージャーに実装されているオートレスポンダーの機能であり、マーケターがメーリングリストの購読者に一連のメッセージを配信するときに利用する。